# CS Independiente Rivadavia
A CS Independiente Rivadavia egy argentin labdarúgócsapat Mendoza városában. A egyesületet 1913. január 24-én alapították. A klub jelenleg az első osztályban szerepel és a 24 000 néző befogadására alkalmas Estadio Bautista Gargantiniben játssza hazai mérkőzéseit.
A klub 1968 óta több alkalommal is szerepelt már az első osztályban, legutoljára 2023-ban jutottak fel a másodosztályból.

## Sikerei, díjai
Primera Nacional
- Feljutók (1): 2023

## Fordítás
Ez a szócikk részben vagy egészben  az   Independiente Rivadavia című angol Wikipédia-szócikk fordításán alapul.  Az eredeti cikk szerkesztőit annak laptörténete sorolja fel. Ez a jelzés csupán a megfogalmazás eredetét és a szerzői jogokat jelzi, nem szolgál a cikkben szereplő információk forrásmegjelöléseként.